# 简腹园蛛
简腹园蛛（学名：Araneus tubabdominus）为园蛛科园蛛属的动物。在中国大陆，分布于广西等地。该物种的模式产地在广西龙州、鹿寨。